# Golders Green
Golders Green is een wijk in het Londense bestuurlijke gebied Barnet, in de regio Groot-Londen.
De wijk heeft een grote populatie Britse joden. Verscheidene synagogen staan in de wijk.